# Conculus grossus
Conculus grossus är en spindelart som först beskrevs av Forster 1959.  Conculus grossus ingår i släktet Conculus och familjen Anapidae. Inga underarter finns listade i Catalogue of Life.